# Callosides bartolozzii
Callosides bartolozzii är en skalbaggsart som beskrevs av Renaud Maurice Adrien Paulian och Yves Cambefort 1995. Callosides bartolozzii ingår i släktet Callosides och familjen Hybosoridae. Inga underarter finns listade.